# I coniugi Sisley
I coniugi Sisley è un dipinto del pittore francese Pierre-Auguste Renoir, realizzato nel 1868 e conservato al Museo Wallraf-Richartz di Colonia.

## Descrizione
Alfred Sisley era un pittore di origini inglesi che Renoir conobbe nell'atelier di Gleyre. Non solo Renoir ebbe modo di stringersi in affettuosa amicizia con il Sisley, ma il sodalizio artistico che associò fu determinante per la sua maturazione pittorica: fu un rapporto quasi simbiotico, a tal punto che i due per un periodo vissero anche insieme. La loro fraterna convivenza fu interrotta nel 1866, quando Sisley convolò a nozze con una graziosa e giovane donna di nome Marie. Questo ritratto, eseguito da Renoir proprio con l'intento di omaggiare i due coniugi, fu portato a termine nell'aprile 1868. Nonostante la spontaneità della gestazione, Renoir riflette ponderatamente sul modello di Manet, cui rende omaggio con la linea di contorno che delimita i pantaloni di Sisley (trasparente il riferimento a Il pifferaio), e su quello di Diego Velázquez, dal quale prende ispirazione per le ampie superfici nere.
Si tratta di un dipinto sorprendentemente autentico, che coglie monsieur e madama Sisley con un'immediatezza quasi fotografica: Marie, infatti, ha un'espressione incuriosita e teneramente timida e, per questo, stringe il proprio braccio a quello del marito. Sisley, colpito dalla titubanza della moglie, alza su di lei uno sguardo affettuoso e comprensivo. Sullo sfondo, inoltre, si scorge una quinta arborea, che lascia pensare che l'opera sia stata dipinta a Chailly-en-Bière, un villaggio a poca distanza da Barbizon. Questo scenario paesistico, tuttavia, è dipinto con uno stile molto compendiario, che se da una parte non consente una collocazione geografica precisa del soggetto, dall'altra non fa che dare ancora più enfasi alle due figure in primo piano. Lo sguardo dell'osservatore, infatti, si precipita immediatamente sulla figura di Marie, la quale indossa per di più una vaporosa gonna dai colori chiassosi e sgargianti, inusitata nota di monumentalità in una composizione altrimenti confidenziale.